# Нерудные полезные ископаемые
Нерудные полезные ископаемые, неметаллические полезные ископаемые — неметаллические полезные ископаемые, используемые в промышленности и строительстве в естественном виде или как сырьё. Нерудные полезные ископаемые могут относиться к минералам или горным породам. Нефть, каменный уголь, другие виды ископаемого топлива (горючие полезные ископаемые), а также подземные воды (гидроминеральные подземные ископаемые) исключаются из этого определения. Такие материалы, как песок, галька, щебень, гравий, песчаник, глина, мел и т. п. могут рассматриваться и как нерудные полезные ископаемые, и как особая категория — общераспространённые полезные ископаемые.
За последние десятилетия нерудные полезные ископаемые намного обогнали руды металлов по объёмам добычи и стоимости используемого сырья.
В плане технологического и экономического освоения, у неметаллических полезных ископаемых есть своя специфика, отличающая эту группу от металлических полезных ископаемых. Одним из таких отличий является сильное влияние состава и свойств сырья как на технологии его переработки, так и на конечное изделие, что требует при оценке месторождений оценки применимости данной конкретной разновидности полезного ископаемого с учётом его специфических свойств (например — термолитосодержащего талька в отличие от стеатитовых тальков). Вторым отличием многих неметаллических полезных ископаемых является, с одной стороны, применение одного и того же вида сырья во многих отраслях хозяйства, с другой стороны — взаимозаменяемость многих видов сырья (в качестве наполнителя тот же тальк может быть заменен баритом или каолином).

## Применение
Нерудные полезные ископаемые находят в хозяйстве самые разные применения: как строительные материалы (гранит, известняк, доломит, мрамор, песчаники и др.), как сырье для производства минеральных удобрений (фосфорит, калийные соли, апатит), сырье для общехимического производства (самородная сера, пирит, апатит), сырье для металлургии (флюсы: известняки, кварциты, флюорит), как огнеупорные материалы для металлургии (доломит, магнезит, огнеупорные глины), как сырье для производства минеральных красок (охра, киноварь), как технические кристаллы (алмаз, пьезокварц, исландский шпат), как драгоценные и поделочные камни (изумруд, агат, малахит, бирюза и др.), как абразивные материалы (корунд).
Разнообразие свойств этих ископаемых отражается в комплексном их применении, так графит используется в металлургии, в ядерной энергетике, в электротехнике и как сырье в нескольких разных отраслях химии.
Номенклатура нерудных полезных ископаемых постоянно увеличивается с развитием новых технологий, позволяющих промышленное освоение ранее не используемых горных пород и минералов, таких как перлит или волластонит.

## Классификация
Нерудные полезные ископаемые, как группа, чрезвычайно разнородны. Вследствие этого не существует единой общепринятой их классификации.
Классификация этих ископаемых может производиться по нескольким параметрам. Два основных типа классификации:
- по области использования[3]: горно-химическое сырьё, горно-металлургическое сырьё, строительные материалы, технические кристаллы;
  - по области использования в более детальной классификации Н. И. Ерёмина[4]: химическое и агрохимическое сырье, техническое сырье, металлургическое и теплоизоляционное сырье, строительные материалы, стекольно-керамическое сырье, цементное сырье, пьезооптическое сырье, цветные драгоценные и поделочные камни, сырье для новых отраслей промышленности;
- по геологическому происхождению[5]: горные породы (как правило, массовое сырьё с крупными месторождениями относительно простого строения и с небольшой стоимостью) и минералы (как правило, относительно редкое сырье с мелкими месторождениями сложного строения и с высокой стоимостью);
  - по геологическому происхождению в более детальной классификации В. И. Смирнова[5]: горные породы, аморфные вещества, минералы и кристаллы.